# Kreditkonsortium Russland
Kreditkonsortium Russland war, versehen mit einer durchgehenden Nummerierung von eins bis zwölf, die Bezeichnung für die zeitweiligen Zusammenschlüsse deutscher Banken, die einen ihnen bis zu einem bestimmten Reichsmark-Betrag eingeräumten Diskontkredit und dessen Giro zur Verfügung stellten, um von 1926 bis 1941 die Finanzierung russischer Aufträge an deutsche Firmen zu ermöglichen. Die Leitung hatte die Deutsche Bank, eine Vermittlerrolle übernahm die von ihr gegründete Industriefinanzierungs-Aktiengesellschaft Ost, von der die eingereichten Kreditanträge geprüft und weitergeleitet wurden.
Mitte der 1920er-Jahre wurde für deutsche Firmen das Russlandgeschäft zunehmend schwerer wegen der vom sowjetischen Außenhandelsmonopol immer weiter gesteckten Zahlungsziele. Das Kreditgeschäft war für beide Seiten problematisch, da Deutschland durch den vorangegangenen Ersten Weltkrieg von einem Gläubiger- zu einem Schuldnerland geworden war und die Sowjetunion aufgrund der Nichtanerkennung von Schulden aus der Zarenzeit international nicht kreditwürdig erschien. Man registrierte aber die gute Zahlungsmoral der Sowjets, und nach Abschluss des Handelsabkommens von 1925 sowie Gewährung von Ausfallbürgschaften durch Reich und deutsche Länder, erklärten folgende 27 Mitglieder eines Bankenkonsortiums sich bereit, sogenannte Russenwechsel mit einer Laufzeit von zwei bis vier Jahren von Exporteuren entgegenzunehmen:
- Deutsche Bank Berlin (Führung des Konsortiums)
- Allgemeine Deutsche Credit-Anstalt, Leipzig
- Barmer Bank-Verein Hinsberg Fischer & Comp. KGaA, Düsseldorf
- Bayerische Hypotheken- und Wechselbank, München
- Bayerische Staatsbank, München
- Bayerische Vereinsbank, München
- L. Behrens & Söhne, Hamburg
- Braunschweigische Staatsbank, Braunschweig
- Commerz- und Privatbank A.G., Berlin
- Darmstädter und Nationalbank KGaA, Berlin
- Deutsche Landesbankenzentrale AG., Berlin
- Direction der Disconto-Gesellschaft, Berlin
- Dresdner Bank, Berlin
- J. Dreyfus & Co., Berlin
- Hardy & Co. GmbH, Berlin
- Simon Hirschland, Essen
- A. Levy, Köln
- Mendelssohn & Co., Berlin
- Mitteldeutsche Creditbank, Berlin
- Sal. Oppenheim jr. & Cie., Köln
- Preußische Staatsbank (Seehandlung), Berlin
- Reichs-Kredit-Gesellschaft Aktiengesellschaft, Berlin
- Sächsische Staatsbank, Dresden
- A. Schaaffhausen’scher Bankverein AG., Köln
- B. Simons & Co., Düsseldorf
- Thüringische Staatsbank, Weimar
- M. M. Warburg & Co., Hamburg

Dieses Kreditkonsortium Russland 1 wollte 120 Millionen Reichsmark zur Verfügung stellen, Entscheidungen über Anträge mussten einstimmig getroffen werden. Die Deutsche Bank deponierte auf Dollar ausgestellte russische Wechsel und brachte sie bei Verfall zur Einziehung. Außerdem übernahm sie die Verteilung der bei der IFAGO anfallenden Dreimonatswechsel – von den Exporteuren ausgestellt – auf die Konsortialmitglieder. Jene mussten sich verpflichten, von der Reichsgarantie betroffene Russenwechsel nur innerhalb des Konsortiums zu finanzieren und keinesfalls Wechsel aus den Russengeschäften am Markt anzubieten.
Außerhalb der Zählung, doch innerhalb des Systems lag das sogenannte Röhrenkonsortium aus sechs Banken, das mit 40 Mio. RM ein 1932 vom Otto-Wolff-Konzern akquiriertes Röhrengeschäft finanzierte. Die Bedeutung derartiger Geschäfte ist daran zu erkennen, dass 1931 bei der Reichsbank das Wechselportefeuille zu 15 Prozent aus IFAGO-Wechseln bestand.